# Gangsterdam
Pour plus de détails, voir Fiche technique et Distribution.
Gangsterdam est un film français réalisé par Romain Levy, sorti en 2017.

## Synopsis
Ruben, Durex et Nora sont trois étudiants, en dernière année de fac. Ruben a peu confiance en lui. En conséquence, il a déjà raté une fois ses examens et n'ose pas avouer ses sentiments à Nora. Ruben découvre que Nora deale de la drogue et qu'elle va se rendre à Amsterdam, pour ramener un tout nouveau produit. Pour tenter de la séduire, Ruben décide de l'accompagner avec son ami d'enfance Durex. Là-bas, ils découvrent une ville complètement folle et les choses se compliquent quand ils entrent en contact avec les plus grands criminels de la capitale néerlandaise.

## Fiche technique
- Titre original : Gangsterdam
- Réalisation : Romain Levy
- Scénario : Rémy Four, Romain Levy, Mathieu Oullion et Julien War
- Assistant-réalisateur : Frédéric Gérard
- Photographie : Léo Hinstin
- Montage : Thomas Beard
- Musique : Robin Coudert
- Producteur : Alain Attal
- Société de production : Les Productions du trésor, avec la participation de France 2 Cinéma, M6 Films, Canal+ et Ciné+[1]
- Société de distribution : Studiocanal (France)
- Pays d'origine :  France
- Langue originale : français
- Format : couleur - 2.39:1 - Digital Cinema Package - CinemaScope
- Genre : comédie
- Durée : 100 minutes
- Date de sortie :
  - France : 29 mars 2017
- Classification :
  - France : Avertissement lors de sa sortie en salles (certains scènes du film peuvent heurter la sensibilité des jeunes spectateurs), déconseillé aux moins de 10 ans à la télévision

## Distribution
- Kev Adams : Ruben
- Manon Azem : Nora
- Côme Levin : Durex
- Talid Ariss : Jonas
- Hubert Koundé : Ulysse
- Mona Walravens : June
- Stanley Rappaport : Samuel
- Sam Rubinfeld : Joshua
- June Perez : Eleonor
- Alex Hendrickx : Caspar Von Tannen
- Ido Mosseri (en) : Amos
- Patrick Timsit : le père de Ruben
- Manu Payet : Mishka
- Rutger Hauer : Dolph Von Tannen
- Baloo : Housmanne

## Accueil

### Critique
Les sites agrégateurs de notes donnent des moyennes médiocres : Allociné donne une moyenne de 2/5 sur 15 critiques de la presse, IMDb donne au film 3,4/10 (à partir de 34 critiques) et SensCritique lui donne 3,5/10 pour environ 1500 votes.
La plupart des critiques presse jugent négativement le film : dans Le Nouvel Observateur, Nicolas Schaller parle d'une « greffe ratée entre la Folle Journée de Ferris Bueller » et les comédies d’action type « l’Arme fatale, dont les blagues récurrentes sur la fellation entre hommes trahissent la beauferie ».
Le Figaro qualifie Gangsterdam de « nanar de la semaine ». Isabelle Regnier, pour Le Monde, écrit que le film « promeut un imaginaire pour le moins aliéné, où chacun n’est plus identifié qu’en rapport avec un stéréotype de genre ou de race ».
Le journal Écran Large voit dans ce film « une continuation du rire par l’humiliation, de l'abaissement comme ressort comique, emblématique de l'ère Hanouna et d’une certaine conception de la domination sociale qui se dessine, achevant de faire d'un projet sympathique un crachat aigre et toxique ».
Christophe Carrière, dans L'Express, apprécie au contraire le film, dont il loue le côté « politiquement incorrect » et qu'il qualifie de « gourmandise assez inattendue dans le cinéma français ».

### Polémique
Lors de sa sortie, le film fait l'objet de critiques portant sur le caractère déplacé de certains gags et dialogues, et notamment de scènes où les protagonistes plaisantent sur le viol. La plupart des polémiques concernent le personnage de Durex, incarné par Côme Levin, qui multiplie les propos racistes, sexistes, ou homophobes. 20 minutes titre en une « Un film adominable » et juge que Gangsterdam, bien que « classé tout public sous couvert d'humour ado (...) multiplie les gags homophobes, racistes, sexistes et faisant l'apologie du viol ». Divers internautes s'indignent également de ces scènes. Raphaëlle Rémy-Leleu, porte-parole d’Osez le féminisme, explique que « ce genre de phrases relève d’une culture où on pense qu’on l’avait bien cherché, que ça plaît aux femmes de se faire traiter comme des objets ».
Face à ces critiques, Kev Adams répond que les dialogues des personnages sont à « prendre au quatrième degré. Quand il parle de viol cool, par exemple, c’est n’importe quoi. Cela ne veut rien dire. [...] Le personnage est choquant en soi. Et évidemment, je ne défends aucun de ses propos ». Le producteur et le réalisateur déplorent quant à eux que le film soit victime du « politiquement correct » et revendiquent l'utilisation d'un humour trash ; ils rappellent en outre que les propos absurdes de Durex, personnage comique du film, n'ont pas vocation à être pris pour argent comptant par le public.

### Box office
Le film sort le 29 mars 2017 dans 505 salles et ne réalise que 50 178 entrées. En une semaine, il ne cumule que 215 260 entrées. Il termine sa carrière en salles après seulement six semaines avec 370 550 spectateurs. Il rapporte seulement 2,67 M€ pour un budget de 13.52 M€.

## Musique
- Panda de Desiigner
- Ultimate de Denzel Curry
- Humble de Kendrick Lamar
- With Them de Young Thug
- Passionfruit de Drake
- Get Low de Dillon Francis et DJ Snake
- Lions In The Wild de Martin Garrix
- I Feel So Bad de Kungs
- Drop That Low (When I Dip) de Tujamo
- I Got U de Duke Dumont et Jax Jones
- Black Beatles de Rae Sremmurd et Gucci Mane
- New Rules de Dua Lipa
- False Alarm de The Weeknd